# Schinopsis balansae
Espèce
Classification phylogénétique
Statut de conservation UICN

 LC  : Préoccupation mineure
Schinopsis balansae, l'un des quebracho colorado du Chaco, est un arbre de la famille des Anacardiaceae. On le trouve au nord-est de l'Argentine, au Paraguay et dans le Pantanal au Brésil. Localement, il est appelé communément quebracho colorado chaqueño ou quebracho santafesino. Comme le Schinopsis lorentzii, il porte le nom générique de quebracho et son bois présente les mêmes caractéristiques de dureté et de résistance (tous deux pouvant aussi être appelés « quebracho rouge »).
Il peut atteindre 24 mètres de haut et un mètre de diamètre. Son bois est très dense et particulièrement riche en tanin (63 %).